# Amunzi
Amunzi — африканська соціальна мережа, запущена 24 жовтня 2012 р., що належить XyPNET Limited. Метою сайту є об'єднати африканців, допомогти їм познайомитися з різними культурами, людьми, місцями тощо.
Користувачам необхідно зареєструватися, перш ніж вони почнуть користуватися сайтом, тільки тоді вони зможуть створювати особисті профілі, додавати інших користувачів Amunzi до своїх спільнот і обмінюватися приватними повідомленнями, оновлювати свої профілі, прикріплюючи блоги, фотографії, музику, посилання та поставити анонімні запитання, на які інші користувачі можуть відповідати. Подібність сайту до інших соціальних мереж полягає в тому, що користувачі отримують автоматичні сповіщення, коли з'являються оновлення від членів їхніх спільнот.

## Історія
Соціальну мережу Amunzi створив Тресфорд Хімананс (народився 4 лютого 1987 р.) у червні 2011 р. у своїй спальні батьківського будинку що у Ндолі , Замбія. Тресфорд є випускником коледжу Evelyn Hone і є сьогочасним президентом та генеральним директором материнської компанії Amunzi XyPNET ( розробка програмного забезпечення, вебдизайну та хостингової компанії ), відповідає за всі операції сайту та встановлює загальний напрямок, стратегію продукту та цілі для вебсайту. Він є керівником і керує майже всім дизайном служби Amunzi та розвитком його основних функцій, технологій та інфраструктури. Назва сайту, яку створив Клів Сімананса, сьогочасний президент Amunzi, походить від слова Банту " Munzi", що означає "Спільнота, дім чи село" залежно від того, в якому контексті вона використовується. 

## Вебсайт

### Особливості
У Amunzi є багато спільних рис із сайтами соціальних мереж , такі як спільне використання фотографій, груп користувачів та багатьох інших
- Обмін повідомленнями та мультимедіа

Користувачі можуть обмінюватися приватними повідомленнями на сайті. Користувачі також можуть обмінюватися фотографіями, відео та музикою на сайті. Користувач може завантажити пісню та ділитися нею зі своїми членами спільноти, на відео є посилання зі сторінок  YouTube або Vimeo.
- Місця

Сайт зараз пропонує функцію "Місця на сайті", завдяки якій його користувачі можуть легко знаходити цікаві місця, а також використовувати для бізнесу, щоб керувати їхньою присутністю на сайті.
- Кнопки Hot, Cool, Funny і Sorry

Враховуючи те, що користувачу не завжди подобається вміст, який він бачить на своїй сторінці, Amunzi пропонує кнопки Hot, Funny і Sorry, щоб дозволити користувачам більш зручно виражати свої вподобання на сайті. Кнопка Hot наразі доступна лише для наклейок фото.
- Біблія

Користувачі можуть читати і ділитися Біблією з членами своєї спільноти та зберігати вірші. Пошук віршів спрощується, оскільки члени можуть знайти вірші, які вони не пам'ятають, шукаючи окремими реченнями. Члени також можуть порівнювати вірші з різних Біблій.
- Наклейки

Наклейки є загальнодоступними, але користувачі Amunzi можуть їх обмежити таким чином, щоб  їх могли бачити лише вибрані члени спільноти. Користувачі можуть приєднуватися до своїх профілів за допомогою вебсайту Amunzi. 
- Чат

Amunzi має чат, який дозволяє користувачам спілкуватися в чаті з іншими учасниками. Користувачі можуть також обмінюватися файлами та іграми, такими як Басейн, Шахи та багато інших, використовуючи чат Amunzi. Сайт також дозволяє користувачам зберігати свої бесіди на робочому столі ...
- Посилання

Користувачі Amunzi можуть ділитися посиланнями на інші сайти...
- Словник

Сайт дозволив своїм користувачам робити текстові посилання на англійські слова, які вони не розуміють

## Мови
Станом на квітень 2013 р. вебсайт доступний на семи різних мовах (англійська, тонга, бемба, чева, лунда, лозі та лувела). Сайт є  доступним мовою суахілі, щоб ним користувалися люди з країн, де розмовляють цією мовою, як, наприклад, Танзанія, Уганда, Кенія та багато інших.

## Оновлення Amunzi
У 2012 році Тресфорд спостерігав зростання кількості функцій, які пропонують  користувачі кожного дня, і після прийняття деяких загальних процедур із структури сайту він розпочав кодування нової версії, яку він назвав "Amunzi Reloaded". 24 жовтня 2012 року він і його команда запустили "Amunzi-reloaded", яка включає пакет кращих і вдосконалених нових функцій.

## Логін третьої сторони
Користувачі Amunzi можуть ввійти та створювати профіль Amunzi за допомогою своїх  облікових записів, що вже існують у Facebook.

## Конфіденційність та безпека
Для того, щоб пом'якшити занепокоєння користувачів, Amunzi на своєму новому вебсайті дозволяє своїм користувачам контролювати, хто може переглядати їхні профілі, дотримуватися їхніх профілів, вхідних листів, а також тих, хто їх може бачити в результатах пошуку, за допомогою їхніх налаштувань конфіденційності.